# Michel Lambert (drummer)
Michel Joseph Jules Lambert (Quebec, 24 oktober 1959) is een Canadese jazzdrummer en -componist van de jazzstijl modern creative.

## Biografie
Lambert, afkomstig uit een familie van muzikanten, studeerde eerst aan het Conservatoire de Musique de Quebec en vervolgens aan het Berklee College of Music in Boston. Vanaf 1983 reisde hij drie jaar naar Los Angeles, New York, Europa en Azië. Hij trad op op het Vienna Jazz Festival, Jak Jazz in Jakarta, Pori Jazz en het Europa Jazz Festival du Mans. Het kwam tot samenwerking met o.a. Marcus Belgrave, Pat LaBarbera, Julian Priester, Mike Nock, Peter Appleyard, Ted Curson, Charlie Haden, John Zorn, John Tchicai, David Torn en Mick Karn. Als componist schreef hij zijn Journal des Episodes in 1998 - 366 Episodes pour Orchestre symphonique, dat in 1992 in première ging door het Winnipeg Symphony Orchestra. Sinds 1990 maakt hij deel uit van het trio van François Carrier, met wie hij talloze albums opnam. Er waren ook opnamen met Uri Caine en met Paul Bley/Gary Peacock. Lambert speelde ook met Don Thompson, Sonny Greenwich, Herbie Spanier, Ed Bickert, Neil Swainson en Reg Schwager.
Hij ging ook op een Europese tournee met zijn vrouw, zangeres Jeannette Lambert en Dave Young in het Out Twice-project. Het resultaat was een samenwerking met Barre Phillips. In 2004 voltooide hij zijn cyclus Double Duets, een serie van vijf percussie- en kunstduetten met Daniel Humair, Han Bennink, Bob Moses, Sven-Åke Johansson en John Heward. Op zijn album Le Passant (2005) werkte hij met zowel een orkest als improvisatoren als Dominic Duval, Ellery Eskelin en Malcolm Goldstein. In de afgelopen jaren zijn er verschillende albums gemaakt met François Carrier en Alexei Lapin.

## Discografie
- 2000: François Carrier Trio + 1 Compassion (Naxos Jazz, met Steve Amirault, Pierre Côté)
- 2000: Jeannette Lambert / Barre Phillips / Michel Lambert Lone Jack Pine (Fidelio Audio)
- 2003: Out Twice (482 Music, met Barre Phillips bzw. John Gianelli, Milcho Leviev resp. Lionel Garcin)
- 2006: François Carrier/Dewey Redman/Michel Donato/Ron Séguin/Michel Lambert Open Spaces (Spool)
- 2015: François Carrier, Steve Beresford, John Edwards, Michel Lambert Outgoing (FMR Records)